# La poesía en la práctica
La poesía en la práctica es un pequeño libro, escrito en estilo de ensayo libre, sobre literatura, amor, creatividad, inteligencia artificial, azar y un poco sobre economía, por el ingeniero y poeta mexicano Gabriel Zaid entre 1963 y 1967, publicado en México en el año 1985 por el Fondo de Cultura Económica.

## Estructura
Está conformado por dos partes generales, con breves ensayos como capítulos. Según el autor: “La ciudad y los poetas acepta que la poesía no es negocio, pero así desemboca en otra visión de los negocios, y en general, de la poesía en la práctica social. La máquina de cantar acepta que hay computadoras que hacen versos pero así replantea el proceso creador y observa la poesía en la práctica física”.

### La ciudad y los poetas
Se incluye un discurso que leyó Zaid en un recital de poesía en la ciudad de Monterrey,  en lugar de recitar sus poemas. Lleva el título de “Negándose a recitar”. Explica que la poesía no es negocio porque la sociedad tiende a rechazar el modo de vida del poeta y a nadie le interesa la alta literatura. Para ganarse la vida, un poeta podría empezar a dar clases, pero no dejaría de ser ninguneado por la ciudad. 
Se analiza el papel de lo ilusorio en el mundo financiero, además de la relatividad de la importancia de las empresas, poniendo como ejemplo la exitosa industria de las corbatas e imaginando una situación de mayor prestigio para las bellas letras. 
Partiendo de la idea de Charles Percy Snow sobre las dos culturas, critica varias esferas de la vida moderna: la filosofía, los negocios, la poesía, la política. Los especialistas de cada área consideran que su (in)cultura es el centro del mundo.
Zaid hace una separación entre el poeta y el personaje desde el cual habla su texto. Advierte de los peligrosos equívocos que surgen cuando el autor se identifica con su personaje. Reflexionando sobre el arte moderno y la poesía comprometida, cuestiona la idea de que la prosa deba ser algo meramente instrumental y de que la práctica pueda vivirse sin estética. 

“No hay de un lado la vida práctica y del otro lado la vida creadora. Un hombre creador que no es práctico es un mal artista. Un hombre práctico que no es un creador, no es un hombre práctico, es un burro de noria.”

El capítulo “Desarrollo nacional y crédito literario”, habla en términos económicos de la relación entre los autores y el público, del renombre, que “es la moneda del crédito literario”. Luego clasifica las diferentes razones por las que un lector puede llegar a una obra relevante para él:
1. Inexistentes
2. Personales
3. De crítica literaria
4. De propaganda impersonal

Menciona la situación de la obra de Octavio Paz en el mercado mexicano: sus libros de poesía son comprados porque se aprecian sus ensayos y porque tiene prestigio internacional.
Finalmente, habla de la ambición de una poesía total, abarcadora absoluta de la vida. Insiste en que para cambiar el mundo uno no necesita estar en la cima del poder, ni esperar el momento histórico en donde todas las posibilidades se abran. Dice que las obras de arte expanden el terreno de lo habitable: de la misma manera en que un explorador se atreve a adentrarse en lo desconocido, lo cual después se conquista, el arte se aventura hacia situaciones extrañas al hombre y las otorga. 
Gabriel Zaid critica el alejamiento y la evasión del artista moderno ante la vida cotidiana. Pone como ejemplo a Van Gogh quien creyó que si recuperaba su salud mental perdería sus facultades artísticas. Hace ver el conflicto entre la poesía y la práctica “como una oportunidad creadora”, para la conquista de todo momento en todo lugar.

### La máquina de cantar
En la segunda parte Zaid comienza comparando la idea (escrita como en broma) de Antonio Machado sobre una “máquina de cantar”: un artificio que podría generar versos sin necesidad de apoyarse en la imaginación del hombre, con desarrollos computacionales creados en la realidad. 
Demuestra que los sonetos posibles son finitos, por lo tanto de no acabarse el mundo algún día se terminarían de escribir. De las discusiones sobre inteligencia artificial (desde los pensadores Descartes y Pascal hasta los científicos Vannevar Bush y Norbert Wiener), concluye con que la lectura y la escritura son más prácticas que el intento por crear computadoras que piensen.
Continuando el tema de los sonetos, vincula el arte de Shakespeare (encontrar con su inteligencia y su intuición lo maravilloso) con la idea de la predestinación amorosa y el arte de leer. Sobre la idea romántica del genio, escribe: 

“Nadie es un Genio, un Escogido en el sentido de un Único idolátrico o aristocrático. La genialidad no es una categoría ontológica sino un estado de inspiración. El genio es más propio de una pareja que de una sola persona.”

En el capítulo “Expectación, azar y correspondencias”, considera la capacidad de lectura (en un sentido amplio) como una necesidad para ver los milagros, para encontrar el sentido de un poema, de un chiste, de una situación. Hace un experimento de azar (similar a las técnicas modernas de poesía surrealistas o dadaístas), generando un poema a partir de una correspondencia entre un manual de ingeniería industrial y un diccionario de lengua española. Luego lo coincide con un fragmento de Baudelaire. Señala el papel decisivo que ha tenido este tipo de transmutación de señales en las máquinas de comunicación inventadas por la ciencia.
Desarrolla el tema de las coincidencias, los encuentros felices, los descubrimientos, como algo que ocurre en la realidad física, aunque no se sepa leer. La proferencia natural también puede volverse hostil: crecer desmesuradamente en lo material y tornarse oprimente para el hombre, haciendo que éste pierda la claridad. Por eso, dice Zaid, “hay que reorganizar constantemente las cosas para que sigan siendo lo mismo, para que sigan teniendo sentido”. 
Pone algunos ejemplos de lo expresivo, la claridad, lo habitable, siempre en contraposición a lo oprimente. Explica que con cierta capacidad de lectura lo oprimente se puede tornar en expresivo. Critica la centralización cultural del crédito, del renombre, del poder político. ¿cuál es la solución ante esta inercia oprimente de las máquinas culturales? 

“Saber menos, hacer menos, tener menos, en el orden abstracto, para ser más en el orden concreto. Menos kilos de cosas en favor de más sentido.” 

La última parte, llamada “¿Qué es la inspiración?” explica el proceso creador con el marco de referencia del psicoanálisis. Conforme avanza el libro los capítulos explican los nuevos conceptos a través de los anteriores. El capítulo final retoma pues los términos de todo el libro para explicar los mecanismos de la creatividad, el amor, la inspiración.

## Recepción
En 2005 se llevó a cabo un concurso de ensayo sobre el ensayista, cuyos escritos ganadores se publicaron en el libro "Zaid a debate". En él aparecen las siguientes opiniones sobre La poesía en la práctica:

“es un libro misceláneo de filosofía, sociología de la literatura y un poco de ciencia que, con una mezcla de instinto práctico e inspiración, explora, en ocasiones de manera deslumbrante, diversas facetas de la vida creadora.”
Armando González Torres, Instantáneas para un perfil

“El poeta Zaid era suplantado, desde entonces y para siempre, por el investigador literario, el ensayista, el historiador de los fenómenos culturales del presente y el pasado inmediato, el lector, el académico, el matemático aficionado e irritante, el biógrafo, el articulista, el polemista, el conversador, el animador de tertulias… El poeta, en suma, era postergado por la figura intelectual polémica que desde mediados de los años sesenta ha sido Gabriel Zaid en el escenario de la vida pública del México contemporáneo.”
Gabriel Bernal Granados, La ciudad en las orillas del aire

“Zaid desarrolla argumentaciones tan convincentes como para derivar en la modificación definitiva de un punto de vista o en la revelación de ciertas verdades incontestables.”
Carlos Ulises Mata, Lectura y realidad

“La propuesta de Zaid (...) es valiente, encuentra (...) que la poesía es un factor presente en la vida de todos los hombres.”
Pablo Muñoz Covarrubias, La lectura eficiente

“(Es el) libro en que se sintetiza, quizá como en ningún otro de los suyos, su concepción de la cultura.”
Francisco Payró, La radical marginalidad

En un número de la revista “El bibliotecario” (de la Dirección General de Bibliotecas de Conaculta) dedicado parcialmente a Gabriel Zaid por motivo de sus 70 años de vida , Mónica Quijano escribió un análisis completo del libro, comparando sus ideas con las teorías de Roland Barthes sobre la lectura y el erotismo.
En 2010, Marco Ornelas (de la revista Replicante) escribió: “La poesía en la práctica es el libro emblema de Gabriel Zaid. Más que un conjunto de ensayos acerca del fenómeno poético es una extensión del ser del autor. Es cierto, el regiomontano ha escrito sobre diversos temas, pero Zaid es ante todo poeta en lato sensu. Toda su obra puede sintetizarse como la transformación del mundo por la poesía. A través de buscar soluciones a los problemas prácticos nos hacemos creativos, y la poesía es creación, hace más habitable el mundo”.
Ernesto Priego escribió sobre Zaid: “Hay una melancolía implícita en toda su escritura: un desencanto de la realidad. Algo salió mal en nuestra cultura, y para repararlo tendríamos que volver a empezar, casi desde cero”.
Abelardo Gómez Sánchez escribió en 2014: “Difícil recordar un libro tan esbelto y tan densamente sólido; porque por momentos sus ensayos tienen la gracilidad de una fórmula, y también su clarificante contundencia. La poesía en la práctica es la toma de posición —saludable, alegre, rigurosa, reflexivamente innovadora y cognitivamente expansiva—de un oficiante luminoso de las Letras, que nos invita a poner manos a la obra poética”.